# Donostia-San Sebastián (Gerichtsbezirk)
Der Gerichtsbezirk Donostia-San Sebastián ist einer der sechs Gerichtsbezirke in der Provinz Gipuzkoa.
Der Bezirk umfasst 11 Gemeinden auf einer Fläche von 288,37 km² mit dem Hauptquartier in Donostia-San Sebastián.

## Gemeinden
| Gemeinde                              | Einwohner (2024) | Fläche km² | Dichte Einw./km² | Cod INE | Postleitzahl |
| ------------------------------------- | ---------------- | ---------- | ---------------- | ------- | ------------ |
| Astigarraga                           | 7.764            | 11,91      | 652              | 20903   | 20115        |
| Donostia-San Sebastián                | 189.093          | 60,89      | 3.105            | 20069   | 20001–20018  |
| Errenteria                            | 39.352           | 32,26      | 1.220            | 20067   | 20100        |
| Hernani                               | 20.355           | 39,81      | 511              | 20040   | 20120        |
| Lasarte-Oria                          | 19.312           | 6,01       | 3.213            | 20902   | 20160        |
| Lezo                                  | 6.012            | 8,59       | 700              | 20053   | 20100        |
| Oiartzun                              | 10.378           | 59,71      | 174              | 20063   | 20180        |
| Orio                                  | 6.182            | 9,81       | 630              | 20061   | 20810        |
| Pasaia                                | 16.009           | 11,34      | 1.412            | 20064   | 20110        |
| Urnieta                               | 6.250            | 22,40      | 279              | 20072   | 20130        |
| Usurbil                               | 6.438            | 25,64      | 251              | 20073   | 20170        |
| Gerichtsbezirk Donostia-San Sebastián | 327.145          | 288,37     | 1.134            | –       | –            |